# عد وردي وعائي
العد الوردي متوسع الشعيرات الحمراء (بالإنجليزية: Erythrotelangiectatic rosacea أو Erythematotelangiectatic rosacea)‏ أو العد الوردي الوعائي (بالإنجليزية: Vascular rosacea)‏ هو أحد أنواع العد الوردي ويمتاز بتاريخ بارز لتفاعل تورد يستمر طويلا (أكثر من 10 دقائق) نتيجة محفزات مختلفة، مثل الضغط العاطفي، والمشروبات الساخنة كحول, والأطعمة اللاذعة والجهد البدني والطقس الحار أو البارد والحمامات الحارة أو الباردة.